# Imad Bassou
Imad Bassou (* 4. července 1993) je marocký zápasník–judista.

## Sportovní kariéra
Na mezinárodní scéně se objevuje pravidelně od roku 2014 v pololehké váze. V roce 2016 se kvalifikoval na olympijské hry v Riu. V úvodním kole porazil judistu z Austrálie na yuko kontrachvatem uči-mata-sukaši, ale v dalším kole podlehl na yuko technikou sumi-gaeši Kanaďanu Antoine Bouchardovi.

## Výsledky
| Turnaj             | 2014           | 2015           | 2016           |
| Turnaj             | 21             | 22             | 23             |
| Turnaj             | pololehká váha | pololehká váha | pololehká váha |
| ------------------ | -------------- | -------------- | -------------- |
| Olympijské hry     |                |                | úč.            |
| Mistrovství světa  | —              | úč.            |                |
| Africké hry        |                | —              |                |
| Mistrovství Afriky | úč.            | 3.             | 1.             |